# Winter-Universiade 2017/Skispringen
Bei der Winter-Universiade 2017 wurden fünf Wettkämpfe in der Skispringen ausgetragen.

## Bilanz

### Medaillenspiegel
| Platz  | Land       | Gold | Silber | Bronze | Gesamt |
| ------ | ---------- | ---- | ------ | ------ | ------ |
| 1      | Japan      | 4    | 1      | 1      | 6      |
| 2      | Russland   | 1    | 1      | 1      | 3      |
| 3      | Tschechien | –    | 2      | 1      | 3      |
| 4      | Slowenien  | –    | 1      | –      | 1      |
| 5      | Österreich | –    | –      | 1      | 1      |
| 5      | Polen      | –    | –      | 1      | 1      |
| Gesamt | Gesamt     | 3    | 3      | 3      | 15     |

### Medaillengewinner

#### Männer
| Disziplin          | Gold                                                             | Silber                                          | Bronze                                                   |
| ------------------ | ---------------------------------------------------------------- | ----------------------------------------------- | -------------------------------------------------------- |
| Normalschanze      | Naoki Nakamura                                                   | Michail Maximotschkin                           | Thomas Lackner                                           |
| Team Normalschanze | RusslandAlexander Baschenow Roman Trofimow Michail Maximotschkin | SlowenienAnže Lavtižar Andraž Modic Aljaž Vodan | PolenKrzysztof Miętus Stanisław Biela Przemysław Kantyka |

#### Frauen
| Disziplin          | Gold                          | Silber                                 | Bronze                              |
| ------------------ | ----------------------------- | -------------------------------------- | ----------------------------------- |
| Normalschanze      | Haruka Iwasa                  | Yuka Kobayashi                         | Marta Křepelková                    |
| Team Normalschanze | Yuka Kobayashi / Haruka Iwasa | Karolína Indráčková / Marta Křepelková | Stefanija Nadymowa / Alena Sutjagin |

#### Mixed
| Disziplin          | Gold                          | Silber                             | Bronze                    |
| ------------------ | ----------------------------- | ---------------------------------- | ------------------------- |
| Team Normalschanze | Haruka Iwasa / Naoki Nakamura | Marta Křepelková / Čestmír Kožíšek | Yuka Kobayashi / Max Koga |